# Kappa Telescopii
Kappa Telescopii (κ Telescopii, förkortat Kappa Tel, κ Tel) som är stjärnans Bayerbeteckning, är en ensam stjärna belägen i den mellersta delen av stjärnbilden Kikaren. Den har en skenbar magnitud på 5,20 och är svagt synlig för blotta ögat där ljusföroreningar ej förekommer. Baserat på parallaxmätning inom Hipparcosuppdraget på ca 12,0 mas, beräknas den befinna sig på ett avstånd på ca 272 ljusår (ca 83 parsek) från solen.

## Egenskaper
Kappa Telescopii är en gul till vit jättestjärna av spektralklass G8/K0 III. Den har en massa som är ca 1,9 gånger större än solens massa, en radie som är ca 10 gånger större än solens och utsänder från dess fotosfär ca 78  gånger mera energi än solen vid en effektiv temperatur på ca 4 970  K.
Det är oklart om Kappa Telescopii är under avkylning eller uppvärmning på dess evolutionära väg genom den röda klumpen.